# Minerva (autoblindo)
Le Minerva, autoblindo prodotti dalla ditta belga Minerva, erano veicoli civili armati con mitragliatrici leggere e corazze di appena 4mm. Furono usate durante la prima guerra mondiale. 
Il nome completo era Auto Mitrailleuse Minerva, "auto mitragliatrice Minerva", in lingua francese.
Esse contribuirono nondimeno a fermare le veloci avanzate dell'esercito tedesco (come nella battaglia di Liegi), le cui fanterie erano esposte a tale nuova e minacciosa arma, caratterizzata dall'elevata mobilità su terreno adatto e da una certa invulnerabilità alle armi leggere nemiche.
Dopo il 1914 non ebbero molte occasioni di farsi ancora valere, date le caratteristiche della guerra di trincea.